# シシリア・ナイシガ
シシリア・ナイシガ（Sisilia Nasiga 1979年12月16日）はフィジーの女子柔道家。
2歳のときに両親の離婚を経験し、親類の間を転々とした。19歳のときにフィジーで柔道の殿堂に尽力していた長谷川高彦の経営するホテルで働くとになったのをきっかけに柔道に出会った。2001年に福岡国際女子柔道選手権大会への出場から純心女子短期大学(現在の純真短期大学)へと留学が決まった。2002年にイングランドのマンチェスターで開催されたコモンウェルスゲームズで銅メダルを獲得し、2004年のアテネオリンピックにも出場した。
2007年には福岡経済大学で経済を学ぶ傍ら柔道を続け、同年にサモアのアピアで開催されたサウスパシフィックゲームズで優勝、2008年には2度目のオリンピックとなる北京オリンピックに出場した。